# دژاردژان (لنا)
دژاردژان (روسی: Джарджан) یک رودخانه در یاقوتستان کشور روسیه است.